# Камассия
Камассия (лат. Camassia) — род многолетних луковичных растений подсемейства Агавовые (Agavoideae), семейства Спаржевые (Asparagaceae). Ранее этот род относили к семействам Лилейные (Liliaceae) либо Гиацинтовые (Hyacinthaceae).

## Этимология
Название заимствовано у индейцев Северной Америки. Шошоны называли эти растения camas или quamash.

## Ботаническое описание

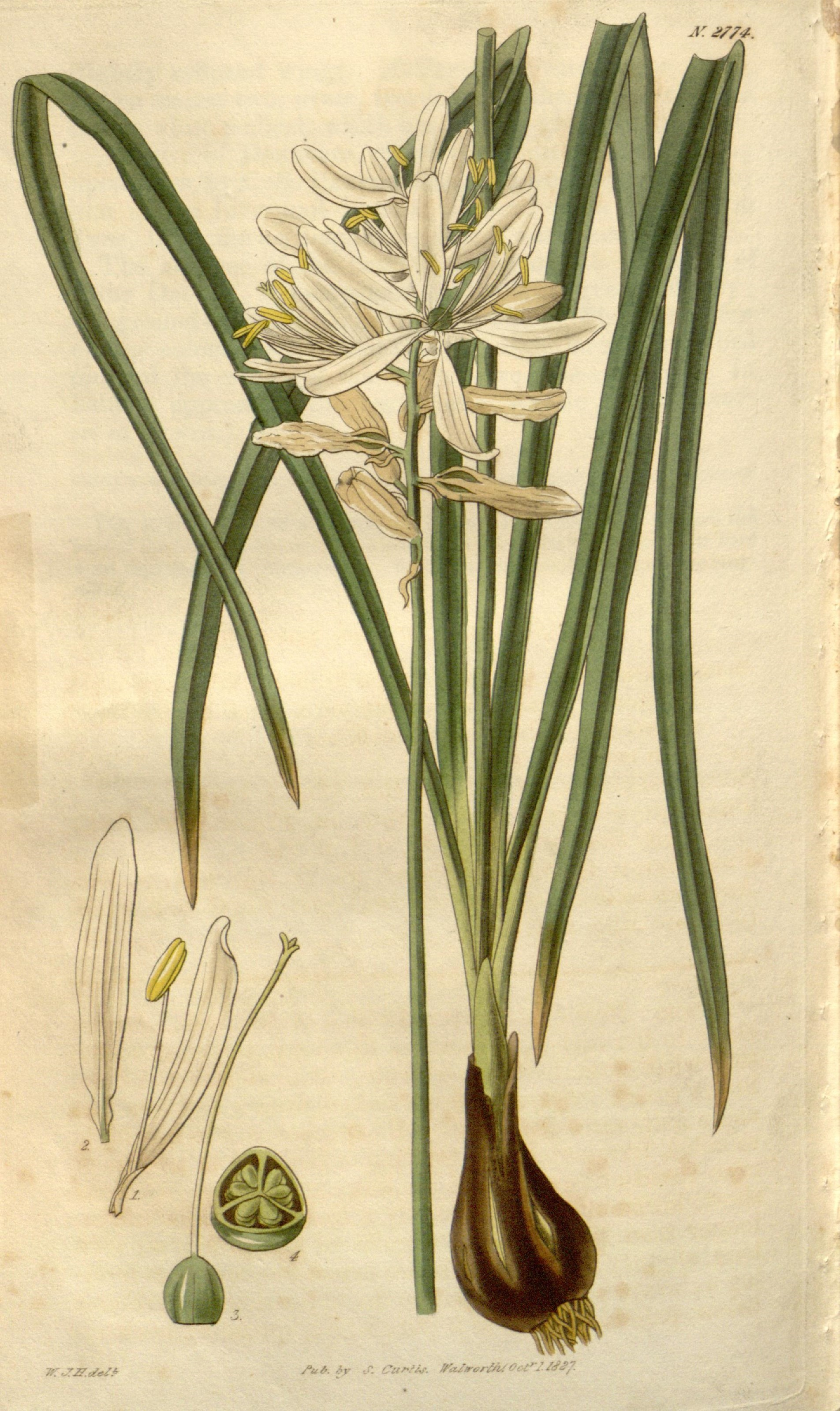
Ботаническая иллюстрация из журнала Curtis's botanical magazine, vol. 54 [new ser.:v.1] (1827)

Многолетние травянистые растения с пучком торчащих вверх листьев.
Луковица яйцевидная или шаровидная, плёнчатая, состоящая из многочисленных запасающих и сухих, кроющих чешуи, до 5 см в диаметре. Луковицы расположены одиночно или группами. Корни многолетние, сменяющиеся постепенно.
Листья прикорневые, удлинённо-ланцетные или ремневидные, сизо-зелёные, до 60 см длиной, вырастающие задолго до появления соцветий.
Соцветие многоцветковое, кистевидное; цветонос до 1 м высотой. Околоцветник состоит из шести листочков, тычинок шесть, завязь трёхгнёздная; столбик нитевидный, с трёхраздельным рыльцем. Цветки актиноморфные или слегка зигоморфные, белые, кремовые, голубые, синие или фиолетовые. Цветут в конце весны — начале лета.
Плод — трёхгранная коробочка с многочисленными чёрными семенами.
Набор хромосом — 2n = 30.

## Распространение и экология
Ареал рода находится в США и в южной Канаде. В природе произрастают на горных лугах, в прериях и на травянистых склонах, хорошо увлажняемых весной и сухих летом.

## Значение и применение
В начале XIX века Камассии были завезены в Европу и появились в садах.
Представители рода используются как декоративные растения. На западе Северной Америки, где камассии растут большими колониями, луковицы их были важным продуктом питания для коренных американцев, особенно на Тихоокеанском северо-западе. Опасность представляет сходство луковиц рода Камассия с ядовитыми луковицами рода Zigadenus, в тех местах где их роды пересекаются.

### Культивирование
Размножают семенами и луковицами осенью. Семена нуждаются в длительной холодной стратификации (4—5 месяцев), сеянец на начальном этапе развития до появления первого листа нуждается в пониженных температурах. Сеянцы зацветают на третий — четвёртый год. Взрослые луковицы через 3—4 года образуют большое гнездо из пяти—восьми луковиц разного размера и хорошо цветут, через 5—6 лет гнёзда следует рассаживать. После выкопки луковиц корни не нужно обрезать. Гнёзда луковиц делят осенью непосредственно перед пересадкой. Сажают их осенью на глубину 10—15 см и на расстоянии 15 см друг от друга. Хранить луковицы до посадки можно в любом хорошо проветриваемом помещении, только не на солнце.
Для посадки подходит любая удерживающая влагу почва, хотя длительное переувлажнение зимой может привести к вымоканию растения. Предпочитают солнце или полутень.
Камассии годятся для срезки и для различных вариантов цветочного оформления. Лучше всего высаживать группами на лужайки и под деревья. Ухода не требуют, и лишь в засушливое лето необходим полив. Летом листья камассии засыхают.

## Систематика
Род состоит из 6 видов.
- Camassia angusta (Engelm. & A.Gray) Blank. — Камассия узкая
- Camassia cusickii S.Watson — Камассия Кузика
- Camassia howellii S.Watson — Камассия Хауэля
- Camassia leichtlinii (Baker) S.Watson — Камассия Лейхтлина
- Camassia quamash (Pursh) Greene — Камассия квамаш, или Камассия съедобная
- Camassia scilloides (Raf.) Cory — Камассия пролесковая